# Open Canada Cup
Der Open Canada Cup ist ein kanadischer Fußballwettbewerb nach dem Vorbild von FA Cup und US Open Cup. Er wurde 1998 zum ersten Mal ausgetragen. Der erste Gewinner waren die Toronto Olympians, die auch Rekordhalter mit 3 Siegen (1998–2000) sind. Der Wettbewerb ist für alle Vereine aus Kanada offen. Faktisch haben bis 2007 nur Canadian-Soccer-League-Vereine und einige Amateurvereine aus Ontario teilgenommen. Mit den Toronto Lynx hat 2006 zum ersten Mal ein Team aus der USL First Division, der zweiten (US-)amerikanischen Liga teilgenommen. Seit 2007 nehmen auch Teams aus British Columbia teil.
Der Open Canada Cup ist 2008 ausgesetzt worden, da die Canadian Soccer Association(CSA) eine Canadian Championship für kanadische Profivereine ausrichtet. Derzeit gibt es vier Profivereine: FC Edmonton, Montreal Impact, Toronto FC und die Vancouver Whitecaps.

## Siegerliste
| Saison | Sieger                    | Ergebnis            | Zweiter                   |
| ------ | ------------------------- | ------------------- | ------------------------- |
| 1998   | Toronto Olympians         | 3:0                 | St. Catharines Wolves     |
| 1999   | Toronto Olympians         | 3:0                 | Toronto Croatia           |
| 2000   | Toronto Olympians         | 1:0                 | St. Catharines Wolves     |
| 2001   | Ottawa Wizards            | 1:0                 | Toronto Supra             |
| 2002   | Ottawa Wizards            | 2:0                 | Toronto Croatia           |
| 2003   | London City               | 1:1 n. V. 4:2 i. E. | Metro Lions               |
| 2004   | Windsor Border Stars      | 1:1 n. V. 4:2 i. E. | Ottawa St. Anthony Italia |
| 2005   | Windsor Border Stars      | 3:0                 | London City               |
| 2006   | Ottawa St. Anthony Italia | 2:0                 | Toronto Lynx              |
| 2007   | Trois-Rivières Attak      | 3:0                 | ColumbusClan FC           |